# Sequana Fossa
La Sequana Fossa è una struttura geologica della superficie di 21 Lutetia.